# Эльзенфельд
Э́льзенфельд (нем. Elsenfeld) — ярмарочная община в Германии, в земле Бавария.
Подчиняется административному округу Нижняя Франкония. Входит в состав района Мильтенберг. Население составляет 8822 человека (на 31 декабря 2010 года). Занимает площадь 24,38 км².
Ярмарочная община подразделяется на три сельских округа.

## Население
По оценке на 31 декабря 2015 года население общины Эльзенфельд составляет 9015 чел. 

| Дата      | 1840 | 1871 | 1900 | 1925 | 1939 | 1950 | 1961 | 1970 | 1987 | 2011 |
| --------- | ---- | ---- | ---- | ---- | ---- | ---- | ---- | ---- | ---- | ---- |
| Население | 1513 | 1677 | 1770 | 2285 | 2846 | 4204 | 5141 | 6908 | 7370 | 8979 |

| Год       | 1960 | 1970 | 1980 | 1990 | 2000 | 2009 | 2010 | 2011 | 2012 | 2013 | 2014 | 2015 |
| --------- | ---- | ---- | ---- | ---- | ---- | ---- | ---- | ---- | ---- | ---- | ---- | ---- |
| Население | 5103 | 6952 | 7147 | 7723 | 8761 | 8834 | 8822 | 8983 | 8970 | 8947 | 8946 | 9015 |